# Скотт (округ, Канзас)
Шаблон:StateAbbr_ 38°28′00″ пн. ш. 100°54′00″ зх. д. / 38.4667° пн. ш. 100.9° зх. д.
Округ Скотт (англ. Scott County) — округ (графство) у штаті Канзас, США. Ідентифікатор округу 20171.

## Історія
Округ утворений 1873 року.

## Демографія
За даними перепису 
2000 року 
загальне населення округу становило 5120 осіб, зокрема міського населення було 3752, а сільського — 1368.
Серед мешканців округу чоловіків було 2522, а жінок — 2598. В окрузі було 2045 домогосподарств, 1435 родин, які мешкали в 2291 будинках.
Середній розмір родини становив 3,01.
Віковий розподіл населення поданий у таблиці:
| Стать    | До 15 років | 15-21 | 22-29 | 30-39 | 40-49 | 50-65 | 65-85 | Понад 85 |
| -------- | ----------- | ----- | ----- | ----- | ----- | ----- | ----- | -------- |
| Чоловіки | 565         | 278   | 184   | 319   | 401   | 425   | 299   | 51       |
| Жінки    | 542         | 217   | 200   | 325   | 400   | 419   | 393   | 102      |

## Суміжні округи
- Гов — північний схід
- Лейн — схід
- Фінні — південь
- Карні — південний захід
- Вічита — захід
- Логан — північний захід

## Виноски
1. ↑  U.S. Decennial Census. United States Census Bureau. Архів оригіналу за 19 липня 2018. Процитовано 29 липня 2014.
2. ↑  Historical Census Browser. University of Virginia Library. Архів оригіналу за 11 серпня 2012. Процитовано 29 липня 2014.
3. ↑  Population of Counties by Decennial Census: 1900 to 1990. United States Census Bureau. Архів оригіналу за 5 червня 2019. Процитовано 29 липня 2014.
4. ↑  Census 2000 PHC-T-4. Ranking Tables for Counties: 1990 and 2000 (PDF). United States Census Bureau. Архів оригіналу (PDF) за 18 грудня 2014. Процитовано 29 липня 2014.
5. ↑  State & County QuickFacts. United States Census Bureau. Архів оригіналу за 18 липня 2011. Процитовано 29 липня 2014. [Архівовано 2011-06-06 у Wayback Machine.](англ.) Наведено за англійською вікіпедією.
6. ↑  American FactFinder. Бюро перепису населення США. Архів оригіналу за 26 лютого 2012. Процитовано 31 січня 2008. [Архівовано 2008-05-21 у Wayback Machine.]

| США | Це незавершена стаття з географії США. Ви можете допомогти проєкту, виправивши або дописавши її. |